# Asthena nymphulata
Asthena nymphulata là một loài bướm đêm trong họ Geometridae.